# Graffitismo delle bande di strada USA in Iraq
Il graffitismo delle bande criminali statunitensi in Iraq si riferisce alla diffusione di graffiti negli arredi urbani delle città irachene in stato d'assedio, da parte di alcuni membri di bande di strada arruolatisi nella US Army.

## Storia
I primi graffiti si intravidero già nel 2003, quando scoppiò il conflitto, per cui si dedusse che alcuni membri di bande criminali avevano fatto domanda d'arruolamento per combattere la guerra in Iraq. 
In base all'origine dei graffiti, si è stimata la presenza di appartenenti alle seguenti bande criminali: Gangster Disciples, Black Disciples, Latin Kings, Vice Lords e Black P. Stones, originari dei quartieri più violenti e poveri di Chicago.  
Ci sono stati dei graffiti anche da parte di gruppi con ideologie completamente opposte, come gli Aryan Nations, Aryan Brotherhood e Ku Klux Klan, basati sull'ideologia violenta e discriminatoria del potere bianco. 
Il The Christian Science Monitor ha riferito che dal crollo del governo di Saddam Hussein, la cui amministrazione puniva severamente il graffitismo, diversi graffiti sono apparsi in Iraq anche per mano di residenti locali. 